# Guarnón
Le Guarnón est un cours d'eau espagnol, affluent du Genil.